# ダニー・ブランチフラワー
ロバート・ダニエル・"ダニー"・ブランチフラワー（Robert Daniel "Danny" Blanchflower, 1926年2月10日 - 1993年12月9日）は、北アイルランド・ベルファスト出身の同国代表サッカー選手、サッカー指導者。現役時代のポジションはMF（ライトハーフ）。
トッテナム・ホットスパーFCでは巧みなパスワークで中盤の司令塔としてチームを牽引し、1960-61シーズンにフットボールリーグとFAカップのダブルを達成。クラブの代表的なプレーヤーとなった。38歳で現役を引退すると、ジャーナリストを経て指導者に転身した。最も偉大な北アイルランド人選手の一人とされている。

## 若年期
父ジョンと母セリーナの下、5人兄弟の長男としてベルファストのブルームフィールド地区ダンレイヴン・パークに生まれる。母は女子サッカーチームでセンターフォワードを務めていた。ベルファスト工科大学ではスカラシップを取得する。
ベルファストに所在するギャラハーのタバコ工場で電気技師の研修生になるために退学。戦時中の市民防衛組織であるARPに参加し、1943年には年齢を偽ってイギリス空軍に入隊した。航空士訓練生としてスコットランドのセント・アンドルーズ大学へ派遣され、1945年にはカナダへ渡り経験を積む。
セント・アンドルーズ時代にはダンディー大学のチームでプレー。第二次世界大戦後の1946年にベルファストのギャラハー社に戻り、フットボーラーとしての評判が立った。

## クラブ歴

### キャリア初期
地元のグレントランFCでプロ選手としての経歴を開始し、1949年に6000ポンドの移籍金でイングランドのバーンズリーFCへ移籍すると、2年後の1951年には1.5万ポンドの移籍金でアストン・ヴィラFCへ加入した。ヴィラでは公式戦155試合に出場した。

### トッテナム
1954年に3万ポンドの移籍金でトッテナム・ホットスパーFCへ移籍。1960-61シーズンには主将として開幕11連勝を達成し、センターフォワードのボビー・スミスやウィンガーのクリフ・ジョーンズ、中盤でコンビを組んだデイヴ・マッケイらと共にフットボールリーグとFAカップのダブルに貢献した。なおこの記録は1897年のアストン・ヴィラ以来となる20世紀初の2冠獲得となった。

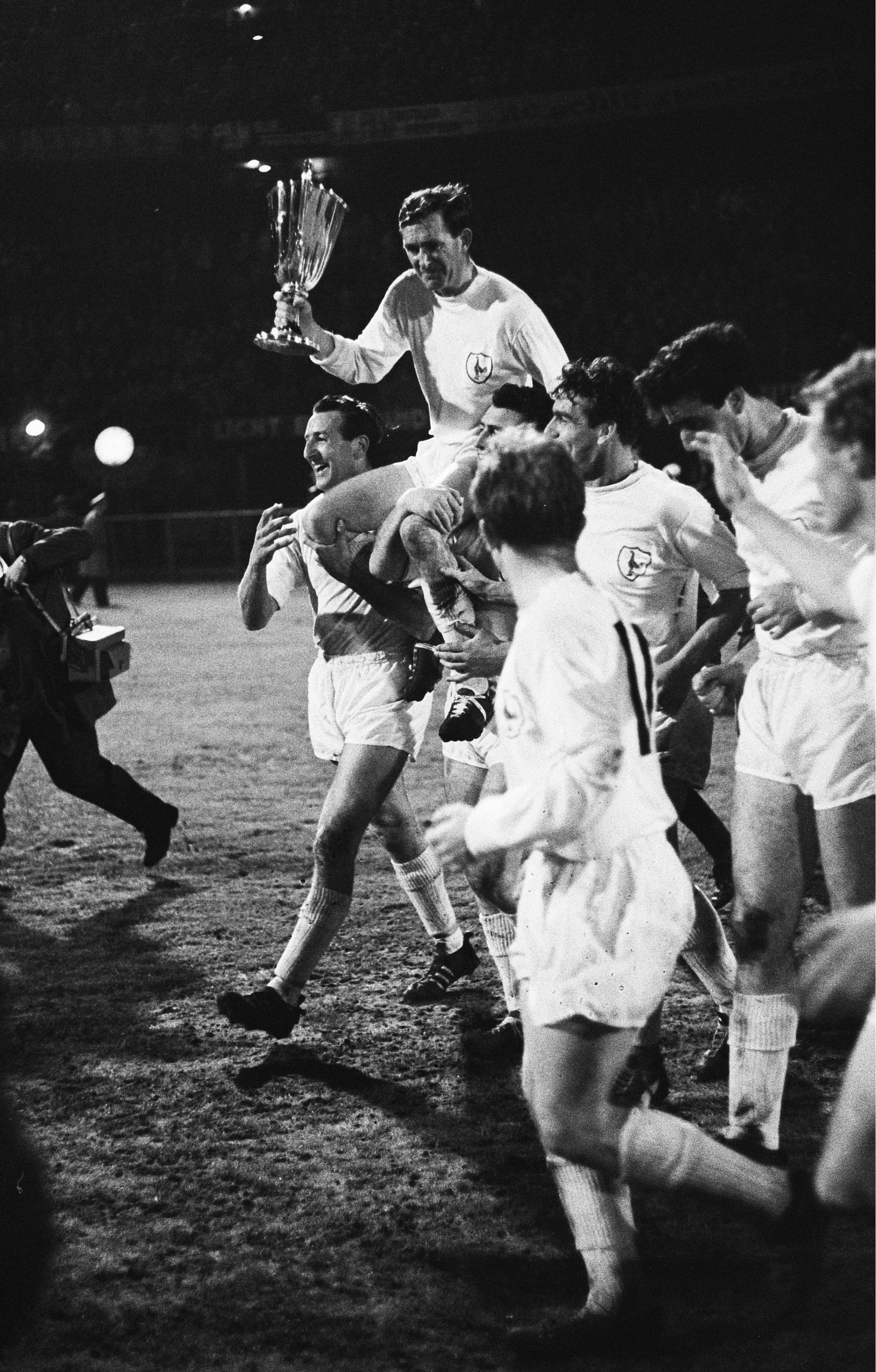
UEFAカップウィナーズカップで優勝しトロフィーを掲げる（1963年）

翌1961-62シーズンにはバーンリーFCとのFAカップ決勝でPKを決め同大会を連覇、1962-63シーズンにはUEFAカップウィナーズカップでアトレティコ・マドリードを破り、イングランドのクラブとして同大会の初優勝に貢献。1958年と1961年にはFWA年間最優秀選手賞に選出される。
1961年にはフットボールリーグで競演したスタンリー・マシューズやジョニー・ヘインズらとカナダに渡り、新興の東カナダプロサッカーリーグに所属するトロント・シティFCでプレー。
1964年4月5日に現役引退を表明する。スパーズでの10シーズンでリーグ戦337試合に出場し15得点を記録、キャプテンとして4つのトロフィーを掲げた。
1965年に南アフリカ共和国・NFLのダーバン・シティFCで短期的に復帰し、3試合に出場した。

## 代表歴
北アイルランド代表としては、1949年10月のスコットランド戦でデビュー。1957年12月4日にイタリアをウィンザー・パークに迎えた一戦は過激な試合となり主将としてチームの平静を保つよう努めたが、乱闘騒ぎに発展するなど「バトル・オブ・ベルファスト」と呼ばれる過激で不名誉な試合となった。
1958年のFIFAワールドカップ・スウェーデン大会でもキャプテンマークを巻き同国の準々決勝進出に貢献した。1961年には同代表選手として初めて50試合に出場。1963年に代表から退くまで国際Aマッチ56試合に出場し2得点を記録した。

## 指導歴・その他の活動
1959年にはBBCで番組の司会を担当し、1964年からはITVで解説を務める。1967年にアメリカ合衆国のCBSが放送するNPSL（NASLの前身）専門の解説者に就任。その後ヨークシャー・テレヴィジョンで1968-69シーズンのコメンテーターのレギュラーとなった。
トッテナム・ホットスパーFCで長期政権を築いたビル・ニコルソン監督の下で数年間コーチを務め、1974年にニコルソンが退任した際には同氏から推薦されていたが、クラブの会長はテリー・ニールを後任に指名したため自身はスパーズを去った。1976年に北アイルランド代表の指揮官として招聘され、同年10月のW杯欧州予選・オランダ戦で初采配となった。12月からはファーストディヴィジョンで最下位に喘ぐチェルシーFCの監督に就任するがクラブを浮上させられず2部リーグへ降格、32試合で5勝に止まり翌年9月に退任した。
1988年にサンデー・エクスプレスのライターとしての職を引退する。1990年5月1日にホワイト・ハート・レーンで記念試合が開催されたが、後にアルツハイマー病と診断される初期段階にあった。1993年12月に2日間の昏睡状態に陥った後、同月9日にサリー州の老人ホームで肺炎のため死去した。67歳没。
2015年、故郷ベルファストの自身がフットボールを始めたグレース・アヴェニューに銘板が設置される。除幕式には同胞であり自身に続く世代のスパーズで活躍したパット・ジェニングスらが参加した。

## 人物
- フットボールに対する姿勢としては「勝利が全てという考え方は誤りであり、試合は栄光で、退屈な死を待つのではなく華麗なプレーで相手を上回ること」を信条としていた[25]。

- 実弟のジャッキー・ブランチフラワー（英語版）もサッカー選手であり、ポジションはセンターバック。クラブレベルでは1951年からマンチェスター・ユナイテッドFCに在籍し、マット・バスビー監督の指導を受けた。また北アイルランド代表としては国際Aマッチ12試合で1得点を記録、ワールドカップ・スウェーデン大会予選では兄弟揃ってレギュラーとして活躍し、1958年の本大会出場に貢献した。しかし、1958年2月6日に発生した飛行機事故（ミュンヘンの悲劇）により重傷を負ったことで選手生命を絶たれた[1]。

- 1961年にリアリティ番組「This Is Your Life（英語版）への出演を初めて断った人物となり、当時大きな話題となった[26]。

## タイトル
クラブ
トッテナム
- フットボールリーグ・ファーストディヴィジョン : 1960-61
- FAカップ : 1960-61, 1961-62
- UEFAカップウィナーズカップ : 1962-63

個人
- FWA年間最優秀選手賞 : 1951, 1958
- FIFAワールドカップ・オールスターチーム : 1958
- イングランドサッカー殿堂 : 2003